# Johan Palmgren (militär)
Anders Johan Palmgren, född 16 januari 1931 i Sankt Görans församling i Stockholms stad, död 6 april 2018 i Lidingö distrikt i Stockholms län, var en svensk militär.

## Biografi
Palmgren avlade officersexamen vid Kungliga Krigsskolan 1954 och utnämndes samma år till fänrik vid Svea artilleriregemente. Åren 1956–1957 gick han Artilleriofficersskolan vid Artilleri- och ingenjörofficersskolan. Han studerade 1962–1964 vid Militärhögskolan, överfördes 1966 till Generalstabskåren, var 1966–1969 deltidslärare i allmän taktik vid Artilleri- och ingenjörofficersskolan och befordrades 1970 till major. Åren 1971–1976 var han chef för Personalavdelningen i Sektion 3 vid Arméstaben och befordrades 1972 till överstelöjtnant. Han var 1976–1978 ställföreträdande chef för Svea artilleriregemente och tjänstgjorde 1977 som bataljonschef i UNEF II. År 1978 befordrades han till överste och var 1978–1979 ställföreträdande chef för Livregementets dragoner tillika ställföreträdande befälhavare för Stockholms försvarsområde. Han befordrades 1979 till överste av första graden i Generalstabskåren och var 1979–1987 chef för Sektion 3 vid Arméstaben. Åren 1987–1991 var han försvarsattaché vid ambassaden i Moskva med sidoackreditering vid ambassaden i Warszawa. Palmgren inträdde i reserven 1991.
Johan Palmgren invaldes 1984 som ledamot av Kungliga Krigsvetenskapsakademien.
Palmgren var 1991–1993 vice rikskårchef i Frivilliga automobilkårernas riksförbund och 1993–1999 rikskårchef. Han var 1979–1987 ledamot av styrelserna för Regionmusiken, Rikskonserter och Stiftelsen Gällöfsta kurscentrum. Palmgren är begravd på Lidingö kyrkogård.